# بيتر فانسبيوك
بيتر فانسبيوك (بالفرنسية: Pieter Vanspeybrouck)‏ (و. 1987  م) هو راكب دراجة هوائية بلجيكي، شارك في سباق طواف فرنسا 2017.

## سجل الفوز

### سباقات أو مراحل فاز بها
| التاريخ        | السباق                             | المركز                      |
| -------------- | ---------------------------------- | --------------------------- |
| 28 مايو 2006   | Paris–Roubaix Espoirs 2006         | المركز الثالث               |
| 13 مايو 2007   | سيركيت دي والونيا 2007             | المركز الثالث               |
| 10 أغسطس 2010  | 2010 Heusden Koers                 | المركز الثالث               |
| 01 يناير 2011  | 2011 Sparkassen Giro Bochum        |                             |
| 27 يناير 2013  | سباق جائزة لا مارسيليس الكبرى 2013 | العاشر في التصنيف العام     |
| 13 مارس 2016   | دوربينوكلوب روكفين 2016            | السادس في التصنيف العام     |
| 01 مايو 2016   | إشبورن-فرانكفورت 2016              | الرابع في التصنيف العام     |
| 29 مايو 2016   | طواف بلجيكا 2016                   | السابع في التصنيف العام     |
| 22 يونيو 2016  | هالي إنجويجم 2016                  | المرتبة 13 في التصنيف العام |
| 27 أغسطس 2016  | 2016 Omloop Mandel-Leie-Schelde    | الفائز في التصنيف العام     |
| 03 سبتمبر 2016 | دراجات بروكسل الكلاسيكية 2016      | السادس في التصنيف العام     |

## روابط خارجية
- بيتر فانسبيوك على موقع الاتحاد الدولي للدراجات (الإنجليزية)
- بيتر فانسبيوك على موقع أرشيف الدراجات (الإنجليزية)
- بيتر فانسبيوك على موقع إحصائيات الدراجات الإحترافية (الإنجليزية)
- بيتر فانسبيوك على موقع نسبة الدراجات (الإنجليزية)